# Таском
ЗАО Таском — российская компания, функционировавшая в 1996-2012 годах. В 2012 году была приобретена компанией МТС.

## История
Компания основана в 1996 году как пейджинг-оператор. В 2000 году открыла направление широкополосного доступа в сеть Интернет. Совместно с компанией Яндекс в 2001 году запустила программу Яndex-WiFi. 
В 2007 году запустила собственную оптическую сеть 10 Гбит на территории Москвы и Московской области. В 2008 году компания развернула телекоммуникационные сети в Самаре и Санкт-Петербурге.
- 1996 — создание телекоммуникационной компании Таском, получение государственных лицензий.
- 1998 — Таском — пейджинг-оператор в 60 городах России.
- 2000 — открытие направления широкополосного доступа в Интернет.
- 2001 — сотрудничество с компанией Яндекс и запуск совместной программы Яndex-WiFi. Начало развертывания программы pre-WiMax на территории Москвы.
- 2007 — запуск собственной оптической сети 10 Гбит/с на территории Москвы и Московской области.
- 2008 — запуск телекоммуникационных сетей в Самаре и Санкт-Петербурге.
- 2012 — компанию приобрела МТС.

## Руководство
Генеральный директор — Иван Кураев. Компания входит в группу компаний МТС.

## Деятельность
Компания предоставляет услуги по организации виртуальных частных сетей (VPN), передачи данных, голоса, видео, высокоскоростного доступа в Интернет, местной, международной и междугородной телефонной связи, доступа в Интернет по Wi-Fi, а также дополнительные сервисы, такие как поставка оборудования, организация СКС, co-location..
В 2011 Таском отмечает 15-летие работы на телекоммуникационном рынке: 17 000 подключенных адресов по Москве и области.

### Показатели деятельности
В 2010 году выручка компании составила 911,6 млн рублей. Численность сотрудников — свыше 200 человек.